# Pasquale Tosi
Pasquale Tosi (Santarcangelo di Romagna, 27 aprile 1837 – Juneau, 14 gennaio 1898) è stato un gesuita e missionario italiano, fondatore della missione e della Chiesa d'Alaska.

## Biografia
Pasquale Tosi studiò nel seminario di Bertinoro, presso Forlì, poi a Monaco di Baviera.
Fu uno dei primi due missionari (l'altro fu Louis Robaut) a mettere piede in Alaska. Fu anche il primo Superiore dei Gesuiti in Alaska (dal 1886 al 1897) ed il primo ad avere giurisdizione ecclesiastica in Alaska (prefetto apostolico dal 1894 al 1897) egli è considerato come uno dei fondatori e il principale organizzatore della Chiesa nell'Alaska del nord.
Ordinato sacerdote diocesano nel 1861, Tosi entrò nella Compagnia di Gesù l'anno seguente per esser inviato presso la Missione americana. Giunse negli Stati Uniti nel 1865 e si stabilì presso la Rocky Mountain Mission. Per venti anni egli si rivelò un missionario competente per la popolazione indigena del nord America.

### In Alaska
Quando nel 1886 l'arcivescovo Charles Seghers si mise in viaggio per l'Alaska settentrionale per quella che fu intesa essere una spedizione esplorativa, aveva come compagni di viaggio Tosi e un gesuita francese, Louis Robaut. I due furono tenuti a stare con l'Arcivescovo solo temporaneamente. A quel tempo i gesuiti non avevano intenzione di allestire una nuova rete di attività missionarie in Alaska. Tuttavia, l'assassinio dell'arcivescovo Seghers (novembre del 1886), cambiò la situazione e, per conseguenza. il loro atteggiamento circa cosa fosse importante.
Tosi e Robaut, trascorsero l'inverno 1886-1887 in Canada alla confluenza dei fiumi Yukon e Stewart. Quando nella primavera del 1887, rientrati in Alaska, appresero della morte dell'arcivescovo Seghers Tosi si ritenne responsabile, almeno per il tempo a disposizione, degli affari ecclesiastici in Alaska. L'estate successiva egli fece un viaggio nella zona nord-ovest del Pacifico con il padre Joseph M. Cataldo, Superiore della Missione delle Montagne Rocciose, che gli affidò ufficialmente il compito dello sviluppo della missione dell'Alaska.
Nel 1892 egli si recò a Roma. Lì, papa Leone XIII, che mosso dalla descrizione della condizione della missione in Alaska, gli disse Va' e fa' tu da papa in quelle regioni!.
Dal 1897 Tosi era fisicamente logorato dalla dura vita che conduceva quotidianamente e dai pesanti lavori in condizioni climatiche estreme. A lui, nello stesso anno, succedette sia come superiore per la missione in Alaska, sia come prefetto apostolico, il gesuita francese Jean-Baptiste René (1841-1916). A malincuore, Tosi lasciò St. Michael, il 13 settembre 1897, poiché sperava di poter restare nell'Alaska settentrionale, invece questo si rivelò essere un breve ritiro a Juneau.
Appena la nave lasciò il porto, furono sparati quattro colpi di cannone, come segno della considerazione universale nella quale egli era tenuto.
Pasquale Tosi morì a Juneau il 14 gennaio del 1898 e fu ivi sepolto.